# Gologanu (gmina)
Gologanu – gmina w Rumunii, w okręgu Vrancea. Obejmuje tylko jedną miejscowość Gologanu. W 2011 roku liczyła 3040 mieszkańców.